# Hans von Kirchbach
Rudolph Bodo Hans von Kirchbach, född den 22 juni 1849 i Auerbach, död den 23 juli 1928 i Dresden, var en tysk militär.
von Kirchbach ingick vid armén 1863 och blev officer vid artilleriet, inom vilket vapenslag han vann sin befordran till överste (1895). Han blev generallöjtnant 1902 samt general av artilleriet och chef för 19:e armékåren (Leipzig) 1907. År 1913 avgick han ur aktiv tjänst. Under första världskriget förde han till i december 1917 12:e reservkåren (på västfronten) och därefter arméavdelningen D (på östfronten). År 1918 blev han generalöverste.